# RBC in het seizoen 1956/57
Het seizoen 1956/1957 was het derde jaar in het bestaan van de Roosendaalse betaaldvoetbalclub RBC. De club kwam uit in de Tweede divisie B en eindigde daarin op de eerste plaats, dit betekende rechtstreekse promotie naar de Eerste divisie. Tevens deed de club mee aan het toernooi om de KNVB beker, hierin werd in de vierde ronde verloren van Leeuwarden (0–2).

## Wedstrijdstatistieken

### Tweede divisie B
|       | Baronie | DHC   | DOSKO | 't Gooi | Hilversum | N.E.C. | LONGA | ONA   | TOP   | UVS   | De Valk | Wilhelmina | Zeist | ZFC   |
| ----- | ------- | ----- | ----- | ------- | --------- | ------ | ----- | ----- | ----- | ----- | ------- | ---------- | ----- | ----- |
| Thuis | 2 – 0   | 5 – 0 | 2 – 2 | 0 – 0   | 1 – 1     | 2 – 1  | 1 – 0 | 5 – 1 | 3 – 0 | 1 – 1 | 2 – 1   | 3 – 2      | 3 – 1 | 4 – 0 |
| Uit   | 1 – 2   | 2 – 1 | 1 – 4 | 0 – 1   | 1 – 1     | 0 – 2  | 0 – 3 | 1 – 6 | 2 – 2 | 1 – 1 | 0 – 3   | 2 – 1      | 2 – 1 | 3 – 4 |

### KNVB beker
| 1e ronde                                               | RBC                                                                      | 7 – 0 (3 – 0) | Roosendaal        |
| 19 augustus 1956 Plaats: Roosendaal De Luiten          | Kees Vermunt –', –' Piet Bruijninckx –', –' Adri Roks –', –' Onbekend –' |               |                   |
| 2e ronde                                               | RAC                                                                      | 0 – 1 (0 – ?) | RBC               |
| 10 oktober 1956 Plaats: Rijen Sportpark RAC            |                                                                          |               | Onbekend          |
| 3e ronde                                               | PSV                                                                      | 0 – 1 (0 – 0) | RBC               |
| 26 december 1956 Plaats: Eindhoven Philips Stadion     |                                                                          |               | 85' Theo Laseroms |
| 4e ronde                                               | Leeuwarden                                                               | 2 – 0 (2 – 0) | RBC               |
| 3 maart 1957 Plaats: Leeuwarden Gemeentelijk Sportpark | Jaap van Oosten 30' Jan Hoekema 37'                                      |               |                   |

## Statistieken RBC 1956/1957

### Eindstand RBC in de Nederlandse Tweede divisie B 1956 / 1957
| Stand | Gespeeld | Gewonnen | Gelijk | Verloren | Punten | Doelpunten voor | Doelpunten tegen |
| ----- | -------- | -------- | ------ | -------- | ------ | --------------- | ---------------- |
| 1e    | 28       | 18       | 7      | 3        | 43     | 66              | 26               |

### Topscorers
| #      | Naam                   | Goal |
| ------ | ---------------------- | ---- |
| 1.     | Piet Bruijninckx       | 18   |
| 2.     | Kees Vermunt           | 16   |
| 3.     | Dick de Boeff          | 10   |
| 4.     | Adri Roks              | 9    |
| 5.     | Theo Laseroms          | 7    |
| 6.     | Kees Cools             | 4    |
| 7.     | Leo van de Luytgaarden | 2    |
| Totaal | Totaal                 | 66   |

| #                    | Naam             | Goal |
| -------------------- | ---------------- | ---- |
| 1.                   | Kees Vermunt     | 2    |
| 1.                   | Piet Bruijninckx | 2    |
| 1.                   | Adri Roks        | 2    |
| 4.                   | Theo Laseroms    | 1    |
| Onbekende doelpunten |                  |      |
| 1.                   | Tegen Roosendaal | 1    |
| 2.                   | Tegen RAC        | 1    |
| Totaal               | Totaal           | 9    |